# エリ・ロタール
エリ・ロタール（Eli Lotar、Eliazar Lotar Teodoresco, 1905年 – 1969年5月10日）は、フランスの写真家。「エリー・ロタール」と表記されることもある。

## 経歴
パリで生まれる。
1926年には、パリでジェルメーヌ・クルルの助手となった。1928年にクルルの共同経営者。『ヴュ』などの雑誌の仕事を盛んにこなす。
1930年には、ジャック＝アンドレ・ボワファールとのスタジオをパリに設立した。シュルレアリスムに傾く。
1934年以降はフリーランスの写真家として活動。
1939年には結婚、娘をもうけるも、1955年に離婚。
1960年代にはアルベルト・ジャコメッティと一緒に住む。
パリで死去。

## 日本で開催された展覧会および出品作
（いずれもグループ展）
- 写真のエコール・ド・パリ（目黒区美術館他、1991年）
  - No.121: Monstre marin、海の怪物、ca. 1930, vintage, 22.0x15.9
- シュルレアリスムと写真　痙攣する美（東京都写真美術館、2008年）
  - 270、エリ・ロタール、LOTAR, Eli、海の怪物、Monstre Marin、1930年頃、c.1930、ゼラチン・シルヴァー・プリント、Gelatin Silver Print、ツァイト・フォト・サロン蔵、Collection of ZEIT-FOTO SALON
- シュルレアリスム展（国立新美術館、2011年）
  - 12　エリ・ロタール、アンドレ・ブルトン、1927年頃、ゼラチン・シルバー・プリント、9.0x6.0cm, André Breton, Vers 1927, Épreuve gélatin-argentique
    - ブルトンの目をつぶった写真を木の壁のようなところにピンで留めてあるものを正面から撮影した作品

  - 62　エリ・ロタール、碍子、1930年頃、ゼラチン・シルバー・プリント、24.0x20.0cm, Isolateur, Vers 1930, Épreuve gélatin-argentique
    - 縦に4つ並んだ碍子

  - 80　エリ・ロタール、ラ・ヴィレットの食肉処理場にて、1929、ゼラチン・シルバー・プリント、32.0x25.0cm, Aux abattoirs de la Villette, 1929, Épreuve gélatin-argentique
    - 外壁に立てかけられた30本ほどの牛の足の骨

  - 81　エリ・ロタール、ラ・ヴィレットの食肉処理場にて、1929、ゼラチン・シルバー・プリント、25.0x33.0cm, Aux abattoirs de la Villette, 1929, Épreuve gélatin-argentique
    - ドアの下半分を背景に、地面の泥の上を肉のような塊でこすったような跡とその塊の写真

  - 82　エリ・ロタール、ラ・ヴィレットの食肉処理場にて、1929、ゼラチン・シルバー・プリント、25.0x32.0cm, Aux abattoirs de la Villette, 1929, Épreuve gélatin-argentique
    - 牛の足の骨の先4本のアップ（周りにもっと同じような骨があることがうかがわれる）